# Kreismuseum St. Blasien

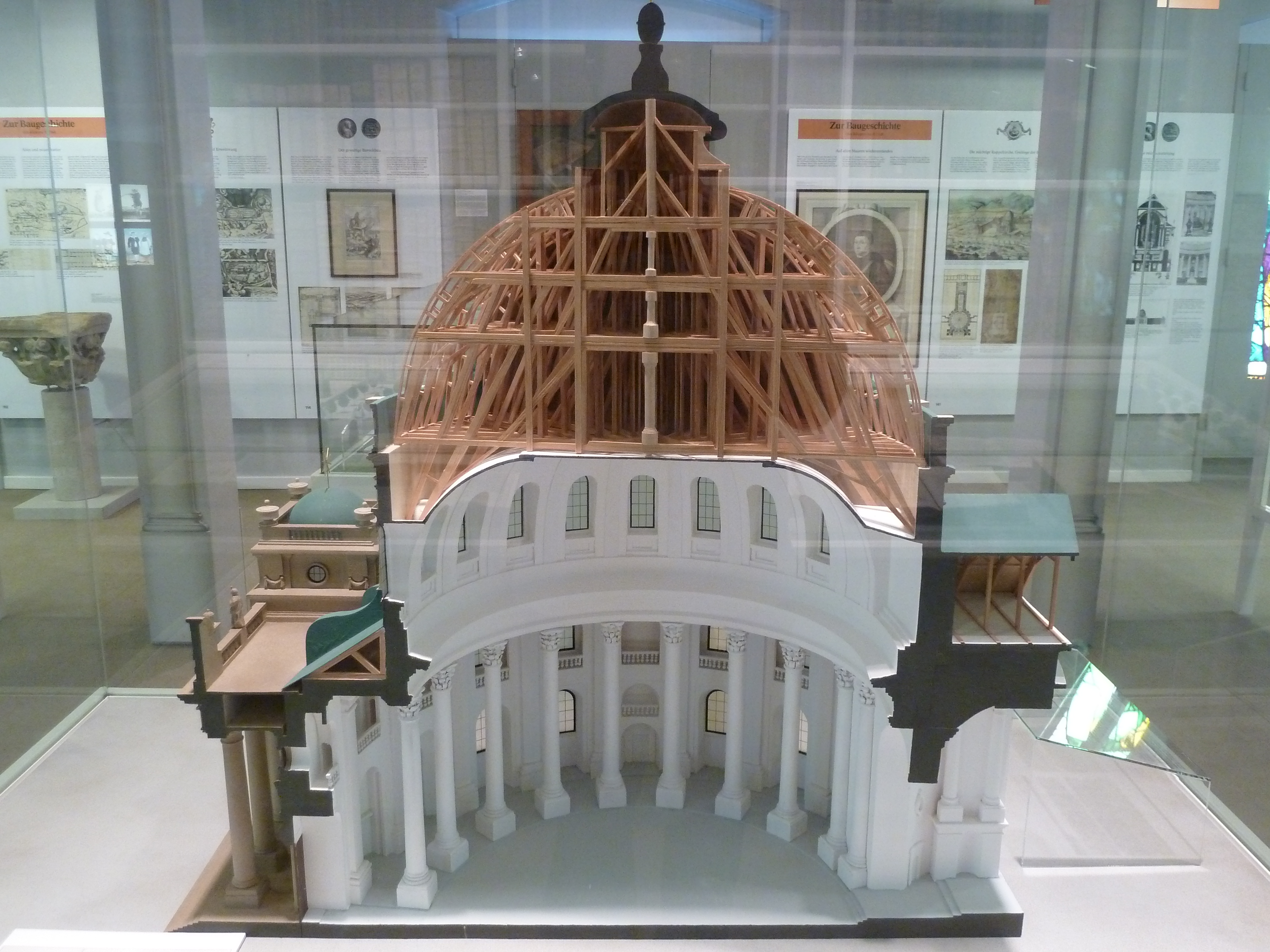
Schnitt durch die Rotunde der Abteikirche von St. Blasien nach dem Zimmermannsriss des 18. Jahrhunderts im Kreismuseum

Das Kreismuseum St. Blasien ist ein Heimatmuseum in St. Blasien im Landkreis Waldshut unweit des Doms St. Blasien.
Das 1989 eröffnete Museum befindet sich im Haus des Gastes, dem ehemaligen klösterlichen Marstallgebäude. Es zeigt die Entstehung des Klosters St. Blasien vom Ursprung der einsamen Cella Alba bis zur bedeutenden Benediktinerabtei im Schwarzwald. Ausgestellt sind unter anderem Bücher der einst reichen Klosterbibliothek. Objekte der ehemaligen Badischen Gewehrfabrik. Zu sehen sind auch Mineralien aus den Bergwerken des Schwarzwaldes unter anderem aus der Grube Krunkelbach. Alte Werbung und Fotos erklären den weiteren Verlauf der Entstehung des Ortes um das Kloster zu einem mondänen Erholungsort mit Sanatorien. Auch die Entwicklung des Skisports im Schwarzwald wird dargestellt. Neben dem von Georg Thoma begründeten Skimuseum Hinterzarten werden hier unter anderem die ersten Ski, die in Deutschland hergestellt wurden, präsentiert. Darüber hinaus informiert es über Landschaft, Natur und Geologie sowie Kunst und Kultur. Die Abteilung Natur wurde ursprünglich von Dieter Knoch gestaltet. Werke der Maler Hans Thoma, Franz Xaver Winterhalter und Hermann Fidel Winterhalter sind zu sehen. Es finden Sonderausstellungen statt.